# Dürrweitzschen (Jahnatal)
Dürrweitzschen ist ein Dorf der Gemeinde Jahnatal im sächsischen Landkreis Mittelsachsen in Deutschland. Er liegt an der Staatsstraße 32 zwischen Schallhausen und Meila.

## Geschichte
Urkundlich wurde Dürrweitzschen 1334 das erste Mal als „Wicschen prope Trizcow“ genannt. Weitere Nennungen waren:
- 1445: Witczin
- 1466: Wiczschin by Treßko
- 1522: Dorre weytzschen
- 1543: Thuͤrrweytschen
- 1791: Duͤrr Waizschen
- 1875: Dürrweitzschen b. Döbeln

Am 1. Januar 1952 wurde Auterwitz und am 1. Januar 1962 Ottewig nach Dürrweitzschen eingemeindet. Am 1. März 1994 schlossen sich die damals selbstständigen Gemeinden Dürrweitzschen und Zschaitz zur Gemeinde Zschaitz-Ottewig zusammen, die wiederum zum 1. Januar 2023 mit Ostrau zu Jahnatal fusionierte.

### Entwicklung der Einwohnerzahl
| Jahr    | Einwohnerzahl                                      |
| ------- | -------------------------------------------------- |
| 1548/51 | 6 besessene Mann, 4 Gärtner, 21 Inwohner, 17 Hufen |
| 1764    | 7 besessene Mann, 2 Gärtner, 06 Häusler, 017 Hufen |
| 1834    | 115                                                |
| 1871    | 131                                                |

| Jahr | Einwohnerzahl |
| ---- | ------------- |
| 1890 | 138           |
| 1910 | 124           |
| 1925 | 138           |
| 1939 | 110           |

| Jahr | Einwohnerzahl |
| ---- | ------------- |
| 1946 | 171           |
| 1950 | 285           |
| 1964 | 730           |
| 1990 | 436           |